# 窦晓玉
窦晓玉（1967年—），汉族，中华人民共和国政治人物、第十一届全国政协委员。
担任中国航天科工集团公司航天建筑设计院副院长（副总经理）。2008年，当选第十一届全国政协委员，代表中华全国妇女联合会，分入第二十组。2018年2月24日，当选为第十三届全国人大代表。